# فن دنماركي
الفن الدنماركي هو الفنون البصرية المُنتَجة في الدنمارك أو من قبل فنانين دنماركيين. يعود تاريخه إلى آلاف السنين وفقًا للتحف الفنية المهمة التي تعود إلى الألفية الثانية قبل الميلاد، مثل عربة الشمس في تروندهولم. في فتراته المبكرة، يُعتبر عادةً جزءًا من الفن الشمالي الأوسع للدول الاسكندنافية. يشكل الفن الدنماركي اليوم جزءًا من فن العصر البرونزي الشمالي، ثم فن الإسكندنافيين والفايكنغ. يُعرف التصوير الدنماركي الذي يعود إلى العصور الوسطى بالكامل تقريبًا من جداريات الكنائس مثل تلك التي تعود إلى فنان يرجع إلى القرن السادس عشر والمعروف باسم معلم الميلوندا (Elmelunde Master).
عطلت حركة الإصلاح الديني تقاليد الفن الدنماركية إلى حدٍ كبير، وتركت المجموعة القائمة من الرسامين والنحاتين دون أسواق كبيرة. كانت متطلبات البلاط والأرستقراطية بالأساس الصور الشخصية، والتي عادةً ما يكلف بها فنانون مستوردون، ولم يحدث حتى القرن الثامن عشر أن دُرِبت أعداد كبيرة من الدنماركيين على الأساليب المعاصرة. لفترة طويلة من الزمن بعد ذلك، كان الفن في الدنمارك إما مستوردًا من ألمانيا وهولندا أو لفنانين دنماركيين درسوا في الخارج وأنتجوا أعمالًا نادراً ما كانت مستوحاة من الدنمارك نفسها. بداية من أواخر القرن الثامن عشر فصاعدًا، تغير الوضع بشكل جذري. بداية من العصر الذهبي الدنماركي، بدأ تقليد متميز للفن الدنماركي واستمر في الازدهار حتى اليوم. بسبب الدعم الحكومي السخي للفن، فإن للفن الدنماركي المعاصر إنتاج كبير للفرد الواحد.
رغم أن الدنمارك ليست عادة مركزًا رئيسيًا للإنتاج الفني أو مصدِّرًا للفن، نجحت نسبيًا في الحفاظ على فنها؛ على وجه الخصوص، الطبيعة المعتدلة نسبياً لحركة الإصلاح الديني الدنماركية، وعدم القيام بأعمال إعادة بناء موسعة أو إعادة تزيين الكنائس، يعني أن الدنمارك مع البلدان الاسكندنافية الأخرى، لديها الكثير من الآثار الباقية من لوحات وتجهيزات كنائس العصور الوسطى. في فترة الفايكينغ، كان للفن الشمالي تأثير قوي على بقية شمال أوروبا، وتوجد العديد من الآثار الباقية، سواء الآثار الحجرية التي تركت دون مساس في جميع أنحاء الريف، والأشياء التي تُكتشف في العصر الحديث.

## العصر البرونزي الشمالي

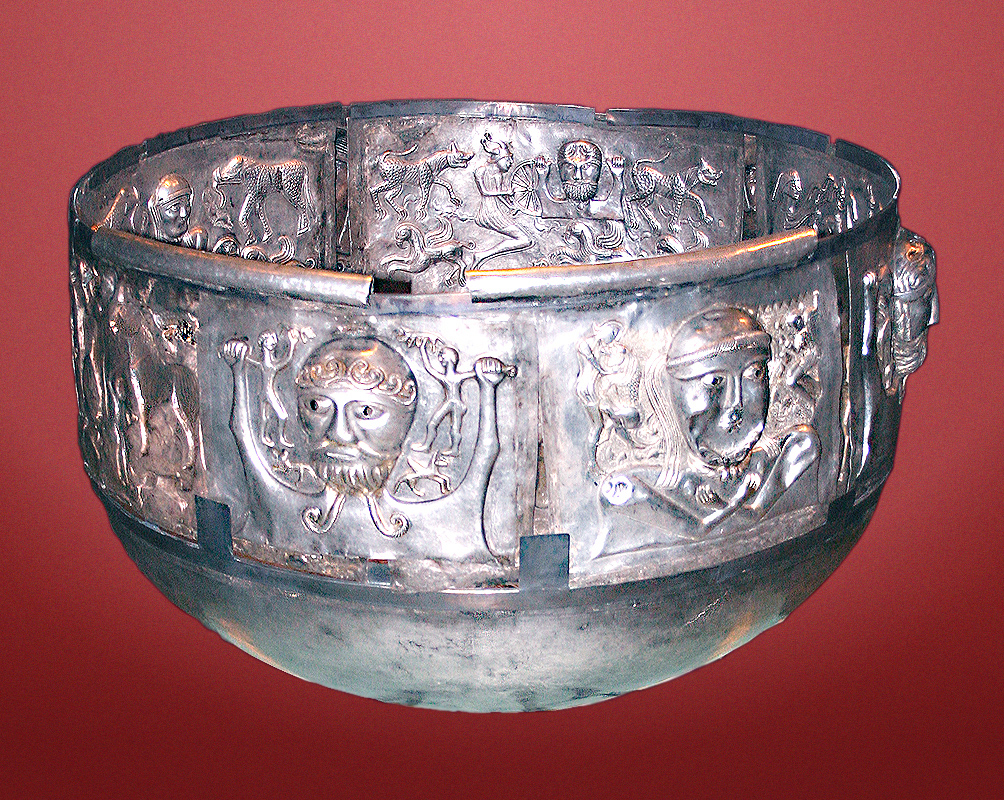
مرجل غانديستروب

اللورس (Lurs) هي نوع مميز من أبواق العصر البرونزي العملاقة، عثر على 35 من أصل 53 من الأمثلة المعروفة في المستنقعات في الدنمارك، في أزواج في كثير من الأحيان وعادة ما تكون مصنوعة من البرونز، ومُزينة في كثير من الأحيان.
من الاكتشافات الغريبة في الدنمارك مرجل غانديستروب، وهو إناء فضي مزخرف بكثافة، يُعتقد أنه يعود إلى القرن الأول قبل الميلاد. عُثر عليه عام 1891 في مستنقع بالقرب من قرية غانديستروب الصغيرة شمال شرق جوتلاند. صياغة الفضة بارعة للغاية، وصنع الوعاء، الذي يبلغ قطره 70 سم، من سبيكة واحدة، وهو الآن في المتحف الوطني بالدنمارك، ويعد أكبر مثال معروف على أعمال الفضة الأوروبية في تلك الفترة. يشير الأسلوب والإتقان إلى أصل تراقي (نسبة للتراقيين)، في حين أن الرسوم تبدو كلتية، لذلك قد لا تكون ممثلة للأنماط المحلية.

## الفن النوردي
تُمثَل فترة العصر الحديدي الجرمانية التي تراوحت بين 400 و800 ميلادية بقرون جاليهوس الذهبية، المعروفة الآن فقط من الرسومات إذ سُرقت وصُهرت عام 1802، وبالمستودعات الكبيرة من قرابين الأسلحة مثل تلك الموجودة في إليروب أدال، حيث عُثر على 15,000 قطعة، أودعت خلال الفترة 200-500.
أعطت مواقع دنماركية أسماءها لاثنين من الأساليب الرئيسية الستة لفن الفايكنغ أو الفن الإسكندنافي، أسلوب جيلينغ (القرن 10) والأسلوب التالي له، وهو أسلوب مامن (القرنين العاشر والحادي عشر)، على الرغم من أن الأنماط الأخرى مُثلت أيضًا في الدنمارك. يعرف فقط مكان دفن سفينة دنماركية واحدة، من لادبسكيبت. قد تكون أفضل الأعمال الدنماركية في تلك الفترة هي اللوحات الموجودة على الرونستونز في جيلينغ. فبالرغم من أنه لم يبق سوى القليل من طلائها الأصلي، أعيدت زخرفة نسخ من أكبر حجر في المتحف الوطني للدنمارك وفي المتحف في جيلنج بألوان زاهية بالاعتماد على أجزاء الطلاء التي بقيت على الأصل.

## جداريات الكنائس
توجد جداريات الكنيسة (بالدانماركية: kalkmalerier) في نحو 600 كنيسة في جميع أنحاء الدنمارك، وربما تمثل أعلى تركز لجداريات الكنائس الباقية في أي مكان في العالم. يعود معظمها إلى العصور الوسطى. ظلت مخبأة لعدة قرون بعد الإصلاح الديني في الدنمارك، وغُطيت بطبقة من الجير الحي، ليتم كشفها واستعادتها خلال القرنين التاسع عشر والعشرين. من أكثر ما يثير الاهتمام بالفن الدنماركي اللوحات القوطية التي تعود إلى القرنين الخامس عشر والسادس عشر، والمرسومة بأسلوب نموذجي للرسامين الدنماركيين الأصليين، بتبني أسلوب البيبليا باوبروم (الفقراء الجدد)، إذ تقدم العديد من القصص الأكثر شعبية من العهدين القديم والجديد في مقاربات نموذجية.

## عصر النهضة حتى القرن الثامن عشر
كان الرسم الدنماركي على اللوحات والمنحوتات الخشبية المطلية في أواخر العصور الوسطى متأثرًا على الأغلب بالأساليب الألمانية الشمالية السائدة، خاصةً من هامبورغ وغيرها من المدن الهانزية. في فترة الإصلاح البروتستانتي توقف الرسم الديني عمليًا، ولفترة طويلة كانت اللوحات الأكثر شهرة للعائلة المالكة مرسومة من قبول فنانين أجانب، مثل لوحة هانز هولباين الأصغر لكريستينا ملكة الدنمارك. لم تنج لوحة ألبريشت دورر لوالده كريستيان الثاني ملك الدنمارك، التي صورها في بروكسل عام 1521، برغم بقاء لوحاته التي رسمها له فنانون أجانب آخرون.
اتبع إنشاء الأكاديمية الملكية الدنماركية للفنون الجميلة في عام 1754 النمط الأوروبي العام، وكان يهدف إلى إنشاء مدرسة وطنية وتقليل الحاجة إلى استيراد الفنانين من بلدان أخرى. بعد فترة من التطور، كان تلاميذها قادرين بالفعل على ابتكار أسلوب دنماركي متميز. جاء بعد مهندس معماري المدير الثالث والخامس يوهانس فيدفيلت (1772-1777) ومن (1780-1789)، وهو نحات نيوكلاسيكي (تابع للكلاسيكية الجديدة) تم تدريبه في إيطاليا وفرنسا، وخلف والده كنحات للبلاط، ويعرف بنصبه التذكارية وديكورات الحدائق بما في ذلك النصب التذكاري للملك فريدريك الخامس في كاتدرائية روسكيلد والنصب البحري في مقبرة هولمينس. كان الرسام سويدي المولد كارل غوستاف بيلو (من 1717 إلى 1793) أول رسام يقودها، وهو رسام لوحات تاريخي على الطراز الكبير، والتالي له نيكولاي أبراهام أبيلدغارد (1743-1809)، وهو طالب سابق، طور أسلوبًا في الكلاسيكية الجديدة. من بين كبار الفنانين الدنماركيين الذين درسوا في الأكاديمية كريستيان أوجست لورنتزن وجينس جويل، وهو أيضًا مدير لاحق. خلافًا لإنجلترا، على سبيل المثال، تدرب معظم الفنانين الدنماركيين البارزين خلال القرن التالي على الأقل في الأكاديمية وغالبًا ما عادوا للتدريس هناك، والتوتر بين الفن الأكاديمي والأساليب الأخرى هو سمة تظهر أقل في تاريخ الفن الدنماركي عنها في تاريخ فرنسا أو إنجلترا أو غيرهما من الدول.

## معرض صور

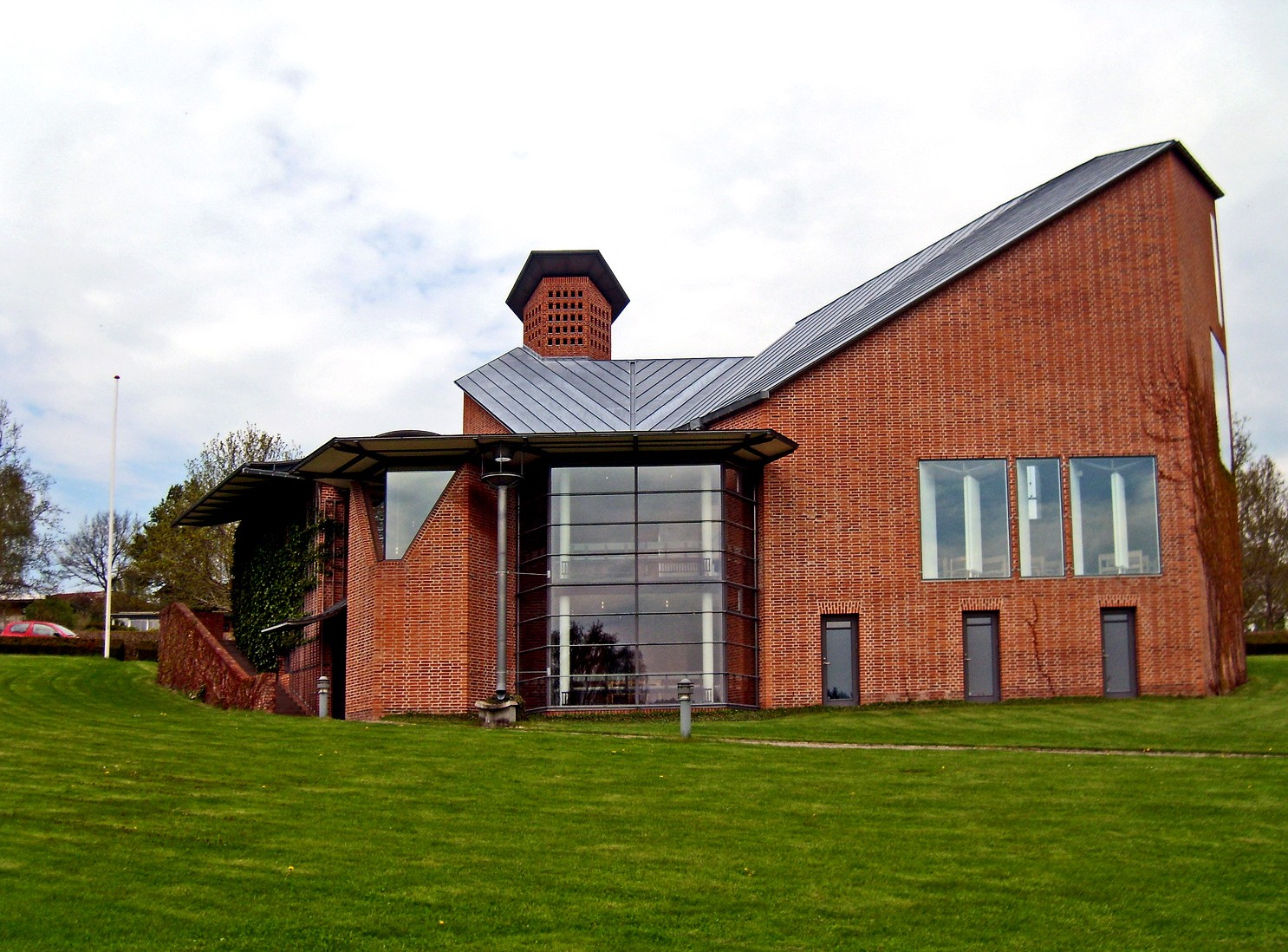
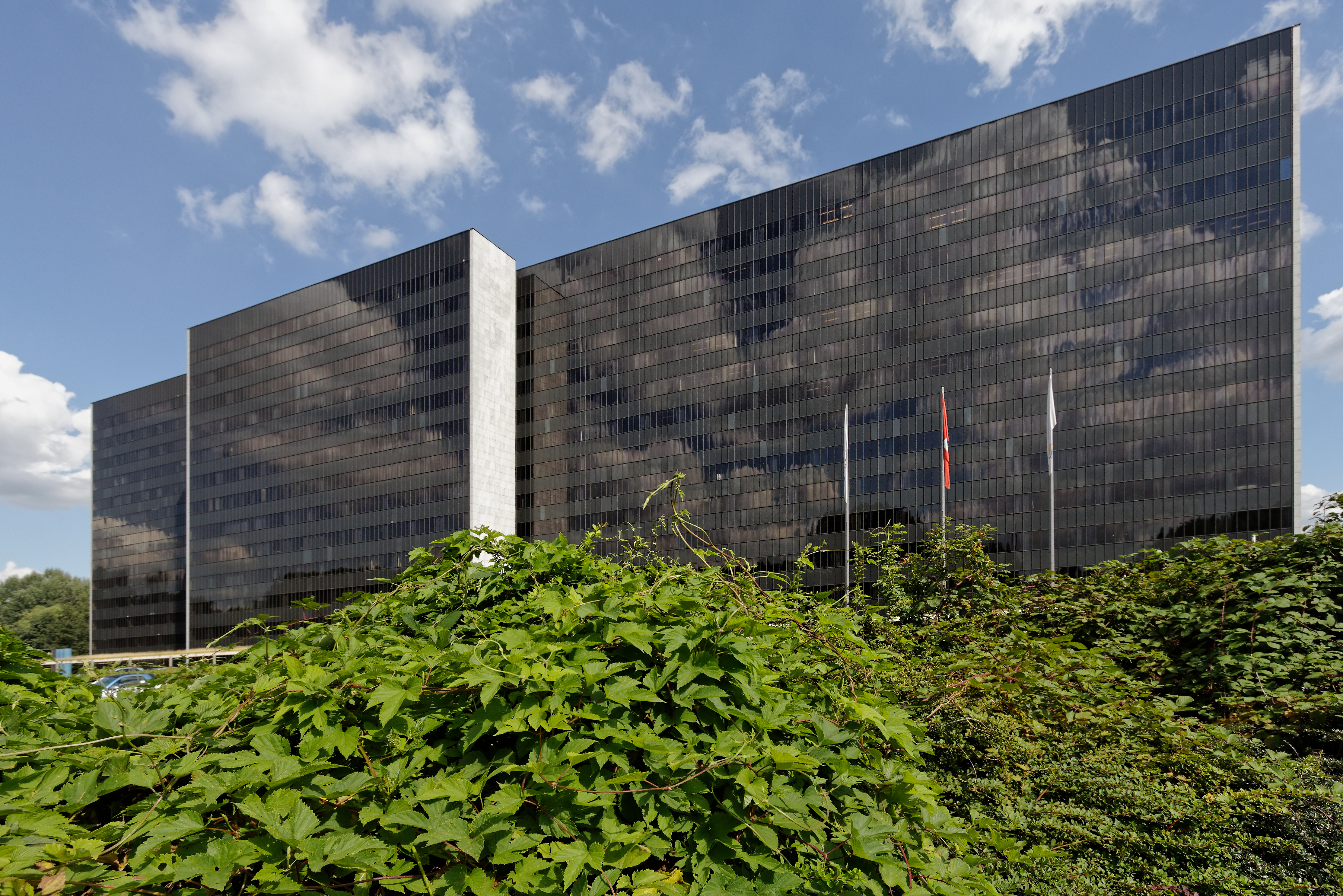
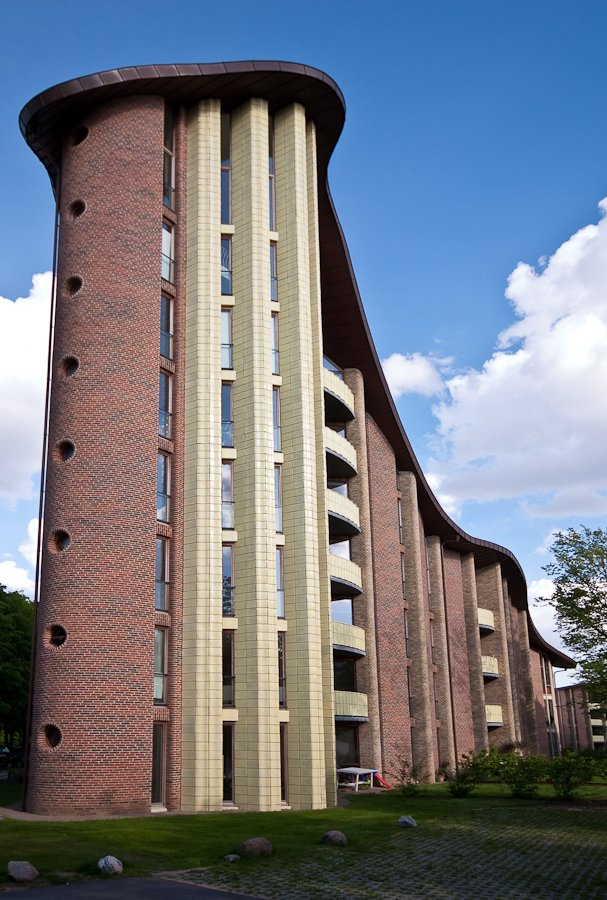
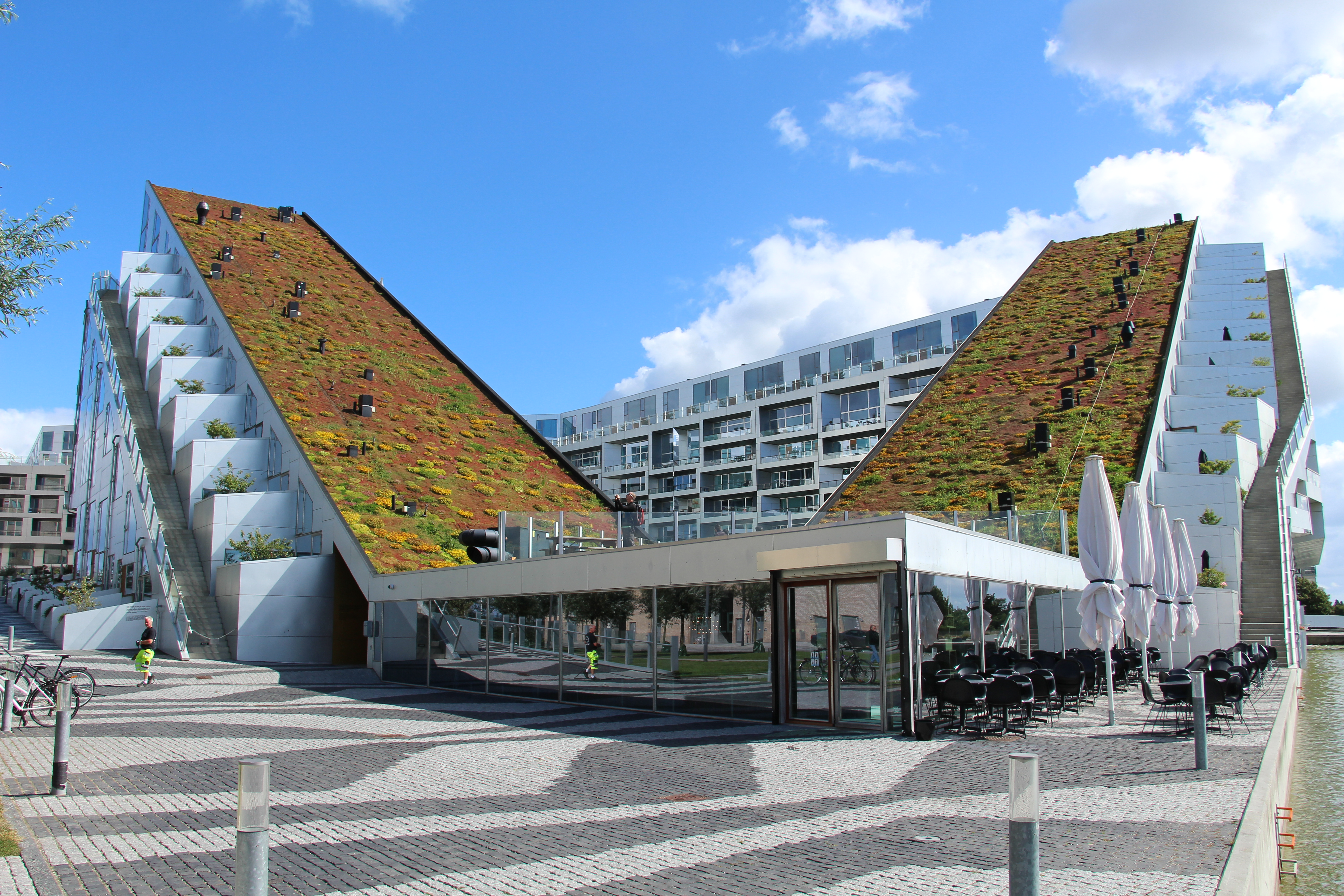
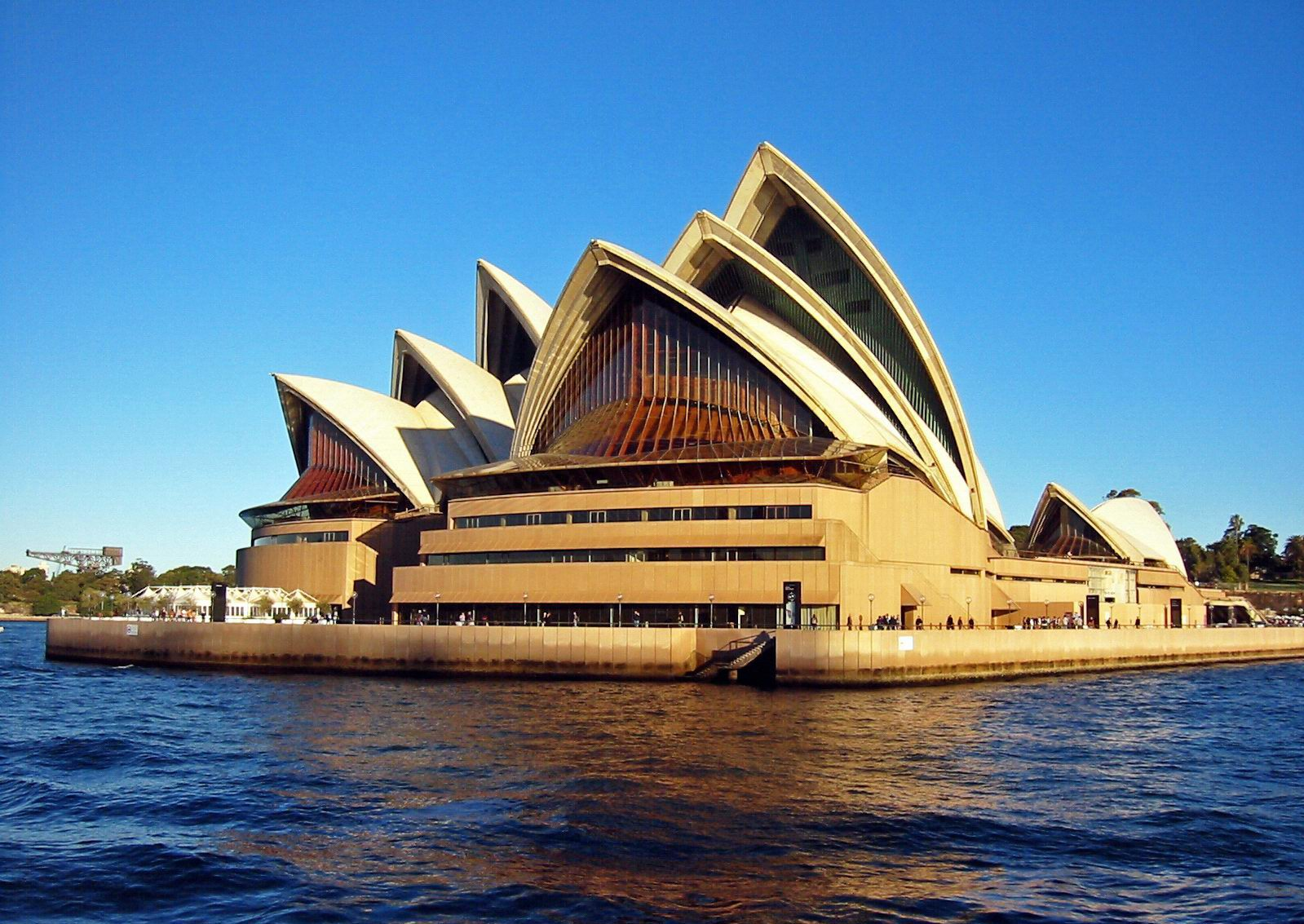
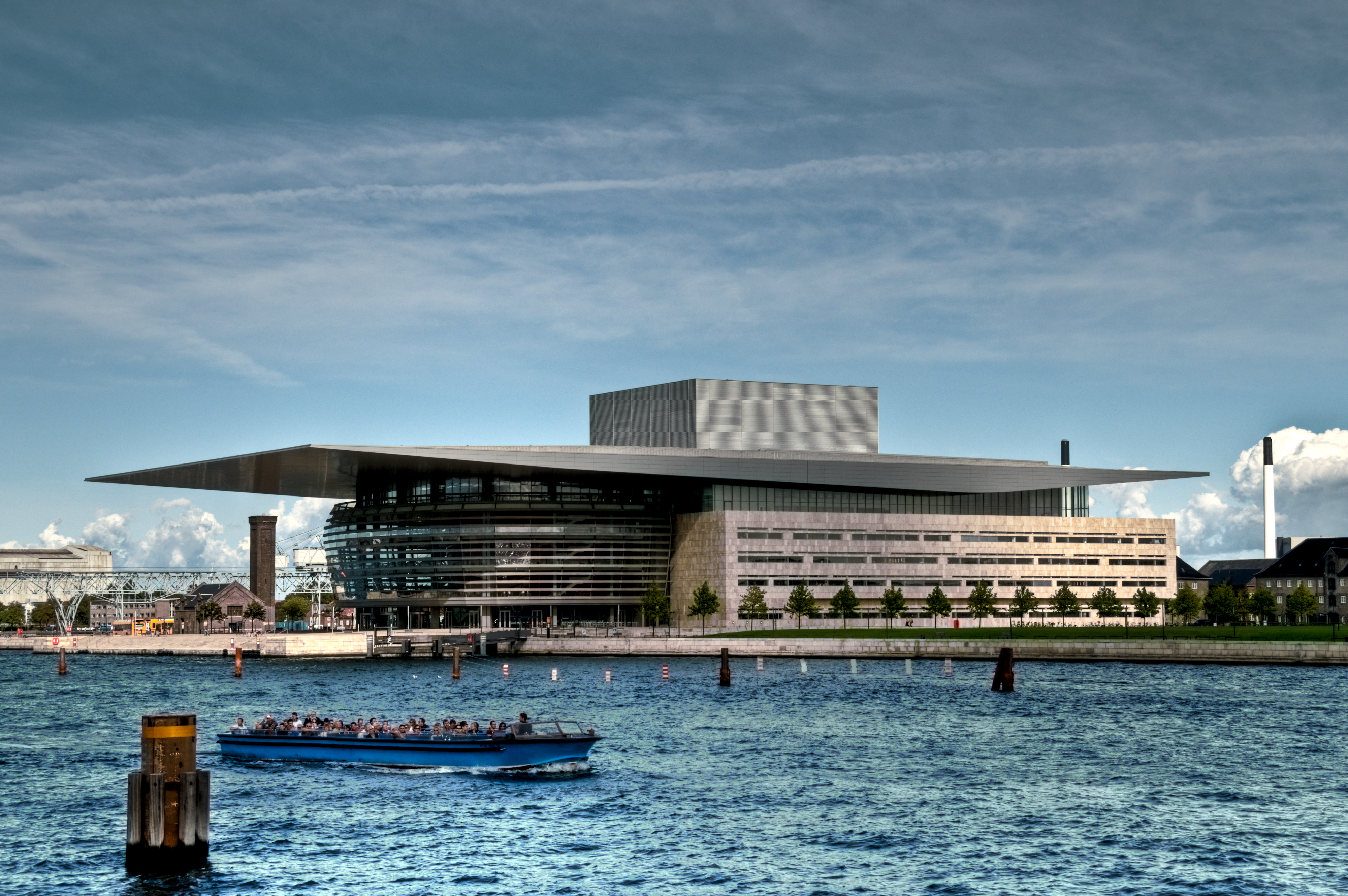